# Campeonato Europeo de Pesca Submarina
El Campeonato Europeo de Pesca Submarina es una competición organizada por la Confederación Mundial de Actividades Subacuáticas (CMAS), para definir a los mejores representantes de esta disciplina deportiva, tanto a nivel individual como colectivo en Europa. El primer evento de este campeonato fue celebrado en Sestri Levante, Italia, en 1954. Desde entonces se lleva a cabo con una periodicidad de dos años, y define a quienes clasifican para el Campeonato Mundial de Pesca Submarina.

## Campeonato por equipos

### Campeonato masculino
Medallero histórico
| Núm. | País        | Oro | Plata | Bronce | Total |
| ---- | ----------- | --- | ----- | ------ | ----- |
| 1    | España      | 17  | 4     | 7      | 28    |
| 2    | Italia      | 9   | 11    | 4      | 24    |
| 3    | Francia     | 4   | 8     | 6      | 18    |
| 4    | Reino Unido | 1   | 0     | 1      | 2     |
| 5    | Croacia 1   | 0   | 3     | 6      | 9     |
| 6    | Portugal    | 0   | 2     | 3      | 5     |
| 7    | Grecia      | 0   | 1     | 1      | 2     |
| 7    | Bulgaria    | 0   | 1     | 1      | 2     |
| 9    | Libia       | 0   | 1     | 0      | 1     |
| 10   | Turquía     | 0   | 0     | 1      | 1     |
| 11   | Túnez       | 0   | 0     | 1      | 1     |

( )1= Incluye a Yugoslavia.
Resultados
| #  | Año  | Sede                     | Oro                   | Plata               | Bronce               | Cuarto                |
| -- | ---- | ------------------------ | --------------------- | ------------------- | -------------------- | --------------------- |
| 1  | 1954 | Sestri Levante, Italia   | España · (SD)         | Italia · (SD)       | Francia (SD)         | Libia (SD)            |
| 2  | 1955 | Mallorca, España         | Francia (SD)          | Libia (SD)          | España · (SD)        | Italia · (SD)         |
| 3  | 1956 | Córcega, Francia         | España · (SD)         | Francia (SD)        | Italia · (SD)        | Mónaco (SD)           |
| 4  | 1962 | Tremiti, Italia          | Italia · (90.820)     | España · (62.230)   | Francia (55.715)     | Malta (31.905)        |
| 5  | 1964 | Tremiti, Italia          | Italia · (SD)         | Francia (SD)        | España · (SD)        | Yugoslavia (SD)       |
| 7  | 1968 | Mallorca, España         | Italia · (175.200)    | España · (147.680)  | Francia (97.080)     | Yugoslavia (66.940)   |
| 8  | 1970 | Lošinj, Yugoslavia       | Italia · (153.555)    | Francia (150.465)   | España · (107.335)   | Yugoslavia (88.115)   |
| 9  | 1972 | Isla de Man, Reino Unido | Francia (SD)          | Italia · (SD)       | Reino Unido (SD)     | España · (SD)         |
| 10 | 1974 | Kilkee, Irlanda          | Reino Unido (378.400) | Italia · (340.800)  | Francia (318.800)    | Portugal (249.200)    |
| 12 | 1977 | Ustica, Italia           | Italia · (124.110)    | Francia (96.340)    | Yugoslavia (72.170)  | España · (67.310)     |
| 13 | 1980 | Sesimbra, Portugal       | Francia (228.169)     | Italia · (173.210)  | España · (156.860)   | Reino Unido (150.825) |
| 14 | 1982 | Primorsko, Bulgaria      | España · (27.760)     | Bulgaria (27.415)   | Yugoslavia (21.825)  | Italia · (20.545)     |
| 15 | 1984 | Palamos, España          | España · (98.950)     | Francia (51.210)    | Italia · (35.240)    | Bulgaria (23.970)     |
| 16 | 1986 | Lošinj, Yugoslavia       | Italia · (SD)         | España · (SD)       | Yugoslavia (SD)      | Francia (SD)          |
| 17 | 1988 | Marsala, Italia          | Italia · (133.510)    | Francia (125.415)   | España · (82.110)    | Yugoslavia (48.635)   |
| 18 | 1990 | Málaga, España           | España · (305.260)    | Italia · (173.900)  | Yugoslavia (137.415) | Francia (134.561)     |
| 19 | 1993 | Peniche, Portugal        | España · (124.442)    | Francia (99.311)    | Portugal (95.955)    | Italia · (94.379)     |
| 20 | 1995 | Salina, Italia           | España · (77.815)     | Italia · (32.045)   | Francia (30.775)     | Croacia · (23.380)    |
| 21 | 1997 | Marseille, Francia       | Francia (82.910)      | Italia · (70.870)   | España · (57.365)    | Portugal (27.005)     |
| 22 | 1999 | Menorca, España          | España · (211.400)    | Italia · (125.730)  | Francia (124.380)    | Croacia · (66.880)    |
| 23 | 2001 | Tortolì, Italia          | Italia · (113.086)    | Francia (54.188)    | España · (48.564)    | Grecia · (20.774)     |
| 24 | 2003 | Lagos, Portugal          | España · (217.830)    | Italia · (185.260)  | Croacia · (165.735)  | Portugal (155.760)    |
| 25 | 2005 | Cascais, Portugal        | España · (44.770)     | Portugal (28.925)   | Italia · (28.555)    | Croacia · (21.370)    |
| 26 | 2007 | Cádiz, España            | España · (324.475)    | Croacia · (302.036) | Portugal (244.999)   | Grecia · (163.608)    |
| 27 | 2009 | Tipasa, Argelia          | España · (454.949)    | Italia · (323.457)  | Croacia · (276.700)  | Argelia (276.699)     |
| 28 | 2011 | Peniche, Portugal        | España · (476.761)    | Portugal (386.426)  | Grecia · (263.233)   | Croacia · (182.444)   |
| 29 | 2013 | Helsinki, Finlandia      | España · (336.038)    | Grecia · (200.000)  | Bulgaria ( 189.393)  | Turquía (175.665)     |
| 30 | 2015 | Cádiz, España            | España · (493.780)    | Croacia · (432.840) | Portugal (422.290)   | Grecia · (308.700)    |
| 31 | 2017 | Lošinj, Croacia          | España · (112.500)    | Croacia · (103.250) | Italia · (92.550)    | Chipre (55.250)       |
| 32 | 2019 | Svendborg, Dinamarca     | Italia · (217.906)    | España · (216.627)  | Turquía (162.350)    | Finlandia · (151.479) |
| 33 | 2022 | Bizerte, Túnez           | España · (378.050)    | Italia · (317.110)  | Túnez (224.640)      | Argelia (193.980)     |

### Campeonato femenino
Medallero histórico
| Núm. | País      | Oro | Plata | Bronce | Total |
| ---- | --------- | --- | ----- | ------ | ----- |
| 1    | España    | 1   | 0     | 0      | 1     |
| 2    | Dinamarca | 0   | 1     | 0      | 1     |
| 3    | Portugal  | 0   | 0     | 1      | 1     |

Resultados
| # | Año  | Sede                 | Oro                | Plata               | Bronce            | Cuarto           |
| - | ---- | -------------------- | ------------------ | ------------------- | ----------------- | ---------------- |
| 1 | 2018 | Svendborg, Dinamarca | España · (173.792) | Dinamarca (127.323) | Portugal (75.093) | Rusia · (48.513) |